# Dombra
Dombra (kaz. домбыра, dombyra) – narodowy instrument kazachski, drewniany chordofon szarpany, najczęściej z dwiema strunami, wykorzystywany przy wykonywaniu tradycyjnego utworu kazachskiej sztuki muzycznej – küj. 
W 2014 roku tradycja muzyczna küj z użyciem dombry została wpisana na listę niematerialnego dziedzictwa UNESCO.

## Budowa
Dombra to drewniany chordofon szarpany, najczęściej z dwiema strunami, przypominający lutnię. Instrument ma 100–130 cm długości. 
Pudło rezonansowe ma kształt gruszki i jeden, mały okrągły otwór rezonansowy. Wykonane jest z 7–10 sklejonych ze sobą części drewna, przy czym przednia część zrobiona jest z drewna świerkowego. Z reguły górna i dolna powierzchnia części przedniej zdobione są malunkami lub inkrustacjami z kolorowego drewna. Im większy instrument, tym głębszy jego dźwięk. Gryf jest wąski, wydłużony z płaską główką, najczęściej z 14 progami. Tradycyjne struny zrobione są ze ścięgien a nowoczesne z nylonu. 
Wyróżnia się dwa typy dombry: wschodnią i zachodnią. Dombra wschodnia charakteryzuje się skróconym gryfem; gryf dombry zachodniej jest długi i wąski. 

## Technika gry
Gra na dombrze polega na uderzaniu w obydwie struny na raz lub na trącaniu palcem wskazującym lub/i kciukiem kolejno strun. Grający nie używa plektronu. 

## Skala i strojenie
Poniżej zaprezentowany jest standard strojenia dla współczesnej dombry koncertowej: 

## Küj

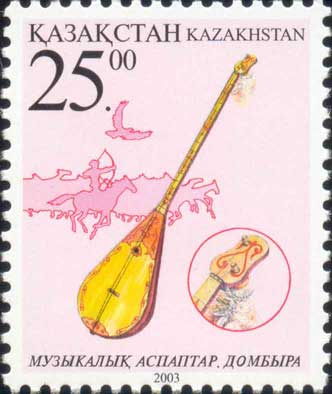
Dombra przedstawiona kazachskim znaczku pocztowym z 2003 roku

Dombra najczęściej wykorzystywana jest jako instrument solowy do akompaniamentu tradycyjnych form epickich i pieśni ludowych, szczególnie tradycyjnych krótkich, 2–3 minutowych, utworów muzycznych – küj. Występom küj towarzyszą opowieści i legendy, a utwory küj wykonywane są w czasie wolnym od pracy, podczas uroczystości rodzinnych i świąt.    
W 2014 roku tradycja muzyczna küj z użyciem dombry została wpisana na listę niematerialnego dziedzictwa UNESCO.  

## Historia
Dombra używana była z początku najprawdopodobniej w praktykach szamańskich. W przeszłości dombry były ozdabiane napisami odnoszącymi się do części ciała człowieka, przypisywanymi poszczególnym częściom instrumentu: gryf = szyja (mojyn), pudło = pierś (keude), itp. W XIV wieku w tekstach rosyjskich wzmiankowana jest domra – instrument bardzo zbliżony do dombry, mający najprawdopodobniej wspólne korzenie z dombrą.
W XIX wieku w okresie aktywności kazachskiego kompozytora Kurmangazego Sagyrbajuły (1823–1896) zaistniało wielu wybitnych instrumentalistów dombry, wykonujących küj, m.in. Däuletkerej Szygajuły (1821–1875) czy Tättymbet Kazangapuły (1817–1862).
Dombra jest najbardziej rozpowszechnionym instrumentem w Kazachstanie.